# Basilika Unserer Lieben Frau vom Berg Karmel (São Paulo)

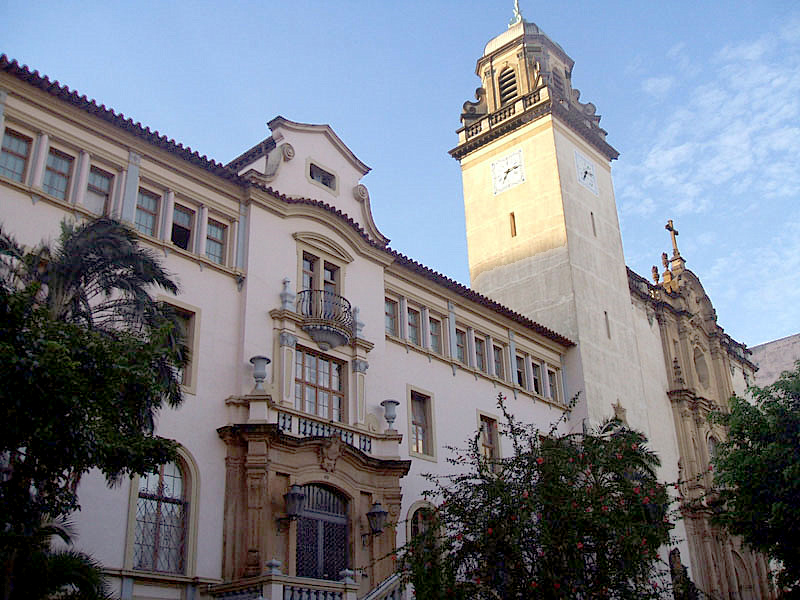
Basilika Unserer Lieben Frau vom Berg Karmel

Die Basilika Unserer Lieben Frau vom Berg Karmel (portugiesisch Basilica de Nossa Senhora do Carmo) ist eine römisch-katholische Kloster- und Pfarrkirche in São Paulo, Brasilien. Die Marienkirche des Erzbistums São Paulo mit dem Titel einer Basilica minor wurde in den 1930er Jahren am heutigen Standort neu errichtet.

## Geschichte
Das ursprüngliche Karmeliterkloster wurde unter der Leitung von Bruder Antônio de São Paulo Pinheiro auf einem Hügel in der Nähe des Überschwemmungsgebietes des Tamanduateí-Flusses errichtet.
1928 enteignete die Staatsregierung den Karmeliterorden und ließ die Kirche und das Kloster zum Bau der heutigen Avenida Rangel Pestana abreißen. Das Bildnis des Schutzpatrons wurde in einer Prozession zu einer provisorischen Kapelle getragen, hier sollte das neue Kloster entstehen. Die Kirche Nossa Senhora do Carmo de São Paulo wurde von dem in Deutschland ausgebildeten oberschlesischen Architekten Georg Przyrembel entworfen, der die sakralen Werke der alten Karmelkirche, wie die beiden Altäre und die Portale, in die Architektur einband.
Die Kirche wurde am 1. April 1934 auf Ostersonntag durch Erzbischof Leopoldo Duarte e Silva, gesegnet. 1940 wurde die Kirche zur Pfarrei und 1949 vom karmelitischen Bischof Eliseu van de Weijer geweiht. Am 13. Mai 1950 wurde sie von Papst Pius XII. in den Rang einer Basilika minor erhoben.

## Beschreibung
Die Kirche wurde hinter dem übernommen barocken Steinportal als neoklassizistischer Saalbau errichtet, die Seitengänge sind sehr schmal und niedrig. Die Wände sind mit Pilastern gegliedert, die Flachdecke ist mit drei großen Gemälden gestaltet. Das Tonnengewölbe des mit einem Triumphbogen abgetrennten Chors ist ebenfalls ausgemalt. Die Gemälde stammen von Tullio Mugnaini und die Via Sacra von Carlos Oswald. Die barocken Altäre stammen aus der alten Kirche.
Die Orgel der Basilika wurde 1934 in Deutschland von der deutschen Firma E. F. Walcker & Cie. mit zwei Manualen und 2206 Pfeifen erbaut. Im Jahr 1955 wurde sie von Pedro Inglada auf drei Manuale und ein Pedal erweitert, so dass sie nun über 9660 Pfeifen in 38 Registern verfügt. Im Jahr 1981 wurde sie von Ricardo Clerice generalüberholt.